# Vlag van Madeira

Vlag van Madeira (ratio 2:3)

De vlag van Madeira bestaat uit drie even brede verticale banen in de kleurencombinatie blauw-geel-blauw met in het midden van de gele (gouden) baan het kruis van de Orde van Christus.
De blauwe banen symboliseren dat Madeira omgeven is door de oceaan en de gele baan symboliseert het gunstige klimaat dat voor welvaart heeft gezorgd. Het kruis herinnert aan twee kapiteins van prins Hendrik de Zeevaarder, die lid waren van de Orde van Christus. Zij strandden in 1419 in een storm op een Madeirees eiland, dat zij uit dank voor hun overleven Porto Santo ("Heilige Haven") noemden. Het jaar erna werd een expeditie gestuurd om de eilandengroep te bevolken en onder Portugees gezag te stellen.
De vlag werd officieel aangenomen op 28 juli 1978, ruim vier jaar na de Anjerrevolutie die onder meer leidde tot autonomie voor Madeira.